# تیم کین
تیمتی مایکل «تیم» کِین (به انگلیسی: Tim Kaine) (زادهٔ ۲۶ فوریه ۱۹۵۸) سناتور جونیور ایالات متحده از ویرجینیا است. او که عضو حزب دموکرات است از ۳ ژانویه ۲۰۱۳ در این سمت فعالیت می‌کند.
کین که متولد سینت پل، مینه‌سوتا است در منطقه کلان‌شهری کانزاس‌سیتی بزرگ شده، از دانشگاه میزوری فارغ‌التحصیل شده و مدرک حقوق خود را از مدرسه حقوق هاروارد دریافت کرد و سپس به کار در زمینه و نیز تدریس در مدرسه حقوق دانشگاه ریچموند پرداخت. کین نخستین بار در سال ۱۹۹۴ به یک منصب دولتی انتخاب شد، و در این سال به عضویت شورای شهر ریچموند، ویرجینیا درآمد. او سپس در ۱۹۹۸ به شهرداری ریچموند و در ۲۰۰۲ به معاونت فرماندار ویرجینیا انتخاب شد.
کین در سال ۲۰۰۶ با کسب ۵۱٪ ارا در برابر ۴۶٪ رقیب جمهوریخواهش به فرمانداری ویرجینیا برگزیده شد و از ۲۰۰۶ تا ۲۰۱۰ در این سمت فعالیت کرد. او از جمله گزینه‌های احتمالی معاونت باراک اوباما در رقابت موفقیت‌آمیز او برای ریاست جمهوری او محسوب می‌شد ولی در عوض از سال ۲۰۰۹ تا ۲۰۱۱ به عنوان رئیس کمیته ملی دمکرات فعالیت کرد.
در سال ۲۰۱۲ پس از این که سناتور وقت جیم وب اعلام بازنشستگی کرد، کین نامزدی خود را برای سنای ایالات متحده اعلام کرد. او در نوامبر ۲۰۱۲ با کسب ۵۳٪ آرا در برابر ۴۷٪ رقیبش به این سمت برگزیده شد.
هیلاری کلینتون در شامگاه ۲۲ ژوئیه ۲۰۱۶ در یک پست توئیتری کین را برای نامزد رسمی معاونت رئیس جمهوری خود در انتخابات ریاست‌جمهوری ایالات متحده آمریکا (۲۰۱۶ میلادی) معرفی کرد.

## مواضع سیاسی
کین که کاتولیک رومی ست شخصاً شدیداً مخالفت سقط جنین است ولی «تمایل دارد قانونگذاری از مسئله حقوق تولید مثل بیرون نگه داشته شود.» کین با مجازات اعدام شخصاً مخالف است.
کین در سال ۲۰۱۴ به همراه جان مک کین بر ضرورت صدور مجوز از سوی کنگره برای مداخله نظامی علیه داعش تأکید کردند. او اصرار کرده‌است که اوباما برای حمله هوایی به دولت اسلامی باید از کنگره مجوز بگیرد.
کین که عضو کمیته روابط خارجی سنا است از جمله اولین حامیان توافق هسته‌ای با ایران بود.
کین از عادی‌سازی روابط با کوبا حمایت کرده‌است.